# 836 Jole
836 Jole è un asteroide della fascia principale. Scoperto nel 1916, presenta un'orbita caratterizzata da un semiasse maggiore pari a 2,1898407 UA e da un'eccentricità di 0,1760103, inclinata di 4,84165° rispetto all'eclittica.
Il suo nome fa riferimento a Iole, figura della mitologia greca che venne rapita da Eracle.